# Kerrith Brown
Kerrith Brown, (* 11. července 1962 Wolverhampton) je bývalý britský zápasník – judista tmavé pleti a anglické národnosti, bronzový olympijský medailista z roku 1984.

## Sportovní kariéra
S judem začínal ve 12 letech v rodném Wolverhamptonu pod vedením Maca Abbotse a Dave Brookse. Je vyučeným kadeřníkem. Specializoval se na techniky submisson. Jeho osobní technikou bylo sankaku-jime, případně sankaku-gatame. Britové ho viděli jako nástupce Neila Adamse. Adams se však několik let do důchodu nechystal a tak musel hubnout do lehké váhové kategorie.
V roce 1984 se účastnil olympijských her v Los Angeles a po dobrém taktickém výkonu získal bronzovou olympijskou medaili. V roce 1988 startoval na olympijských hrách v Soulu a opět jeho ambice na výhru skončili v semifinále. V boji o třetí místo porazil úřadujícího mistra světa Američana Swaina a obhájil bronzovou olympijskou medaili. Tu však musel pár dní na to vrátit kvůli pozitivnímu dopingovému testu. Při předturnajou shazování si totiž pomohl nedovoleným přípravkem. Po dvouletém trestu se vrátil v polostřední váze, ale v britské olympijské kvalifikaci prohrál s Ryanem Birchem a přišel o účast na olympijských hrách v Barceloně.
Po skončení sportovní kariéry se věnoval trenérské práci a později i funkcionářské. V roce 2015 se stal prezidentnem amatérské federace Mixed martial arts (IMMAF).

## Výsledky
| Turnaj             | 1981      | 1982      | 1983      | 1984       | 1985       | 1986       | 1987       | 1988       | 1989        | 1990        | 1991        |
| Turnaj             | 19        | 20        | 21        | 22         | 23         | 24         | 25         | 26         | 27          | 28          | 29          |
| Turnaj             | pololehká | pololehká | pololehká | lehká váha | lehká váha | lehká váha | lehká váha | lehká váha | polostřední | polostřední | polostřední |
| ------------------ | --------- | --------- | --------- | ---------- | ---------- | ---------- | ---------- | ---------- | ----------- | ----------- | ----------- |
| Olympijské hry     |           |           |           | 3.         |            |            |            | 3.         |             |             |             |
| Mistrovství světa  | —         |           | úč.       |            | úč.        |            | 3.         |            | x           |             | 5.          |
| Mistrovství Evropy | —         | úč.       | 5         | úč.        | 3.         | 2.         | úč.        | ?          | x           | x           | —           |
| ME juniorů         | 1.        |           |           |            |            |            |            |            |             |             |             |